# Ремесло, Василий Николаевич
Васи́лий Никола́евич Ремесло́ (28 января [10 февраля] 1907, Тепловка, Полтавская губерния — 4 сентября 1983, Мироновка, Киевская область) — украинский советский селекционер. Доктор сельскохозяйственных наук (1964). Академик ВАСХНИЛ (1964) и АН СССР (1974). Автор широко распространённых сортов зерновых культур. Дважды Герой Социалистического Труда (1966, 1977). Лауреат Ленинской премии (1963).

## Биография
Родился 28 января (10 февраля) 1907 года в селе Теплово (ныне село Тепловка Пирятинского района Полтавской области).
Учился в семилетней трудовой школе, в 1922—1924 годах — в Лубенской сельскохозяйственной профшколе, в 1924—1928 годах — в Масловском институте селекции и семеноводства имени К.Тимирязева (село Масловка Мироновского района Киевской области).
С 1928 года работал агрономом-семеноводом в Укрсовхозобъединении Харькова, затем — в совхозе «Возрождение» Мелитопольского района Запорожской области. С февраля 1929 года — агроном-апробатор и член правления в Кременчугском окрсеменсоюзе.
В 1929—1930 годах — служил в РККА рядовым артиллерийского полка ЛВО.
С 1930 года работал научным сотрудником Дагестанской опытно-селекционной станции имени Ахундова (Дербент).
В 1931—1933 годах — агроном-семеновод в Семеноводсоюзе при Наркомземе СССР в Москве.
В 1933 года работал заведующим сортоучастком на Ново-Уренской (позднее — Ульяновская) селекционной станции. Станция подчинялась Всесоюзной государственной сортоиспытательной сети ВИР. По совместительству работал научным сотрудником по селекции кормовой моркови.
Принял участие в исследованиях яровизации растений, которые в 1932—1936 проводили академики ВАСХНИЛ П. И. Лисицын и П. Н. Константинов по поручению Н. И. Вавилова.
С осени 1938 года — занимался самостоятельной селекционной работой на должности заместителя директора Северо-Донецкой государственной селекционной станции. С началом Великой Отечественной войны назначен директором Северо-Донецкой станции, а в марте 1942 года — призван в ряды РККА. Агитатор, награждён орденом Отечественной войны 2 степени (1945).
Член ВКП(б) с 1942 года.
После войны в должности политрука вернулся на Северо-Донецкую станцию.
С 1948 года — Мироновская селекционно-опытная станция имени Старченко (Украина). Заместитель директора по науке, а с 1964 года — директор.
За свою карьеру В. Н. Ремесло вывел около сорока сортов разных зерновых культур, включая широко распространённый в СССР и за рубежом озимый сорт «Мироновская 808».
Умер 4 сентября 1983 года. Похоронен в Киеве на Байковом кладбище.

## Награды и премии
- дважды Герой Социалистического Труда (23 июня 1966 года; 9 февраля 1977 года)
- четыре ордена Ленина (1966; 1973; 1975; 1977)
- орден Октябрьской революции (1971)
- орден Отечественной войны II степени (30.5.1945)
- орден Трудового Красного Знамени (1950)
- орден «Знак Почёта» (1958)
- медали
- премия имени В. Я. Юрьева АН УССР (1976)
- Национальная премия ГДР I степени (1976)
- Ленинская премия (1963) — за выведение высокоурожайных сортов озимой и яровой пшеницы, озимого и ярового ячменя
- Государственная премия СССР (1979) — за выведение новых сортов озимой пшеницы интенсивного типа, получивших широкое распространение
- заслуженный деятель науки УССР

## Научные работы
Автор более 200 научных трудов, включая 5 монографий. Часть работ опубликованы за рубежом.
Сорт Мироновская 808, по утверждению Ремесло был получен из яровой пшеницы сорта Артёмовка путём «расшатывания наследственности» при подзимнем посеве. Этот способ также известен как «переделка яровых в озимые» и является одной из составляющих так называемого «мичуринского учения», развивавшегося Т.Лысенко. Использование «метода переделок» продолжилось в Мироновском институте пшеницы, а также в других крупных селекционных центрах, и после смерти В. Н. Ремесло. Этим путём был получен ряд сортов озимой пшеницы.
Академик Моргун В. В. объясняет превращение яровых сортов в озимые термическим мутагенезом. «Метод переделок… по существу является методом получения мутаций благодаря использованию пониженных температур, мутагенность которых доказана». В этом качестве явление трансформации яровых форм в наследственно озимые и обратно продолжает изучаться в Мироновском институте селекции и семеноводства пшеницы.
С другой стороны, по утверждению американского историка Д.Вайнера Ремесло, как и его коллеги, использовал стандартные для международной селекции и генетики подходы и принципы, в то время как ни один из сортов Лысенко не был допущен к массовому производству.

## Взаимоотношения с Лысенко
В письме президента ВАСХНИЛ М. А. Ольшанского Н. С. Хрущёву от 14 июля 1964 года утверждалось, что селекционер В. Н. Ремесло разделяет в биологии направление, развиваемое академиком Т. Д. Лысенко.

В. Н. Ремесло не только разделяет мичуринское учение, но и умеет им пользоваться в селекционной работе. На основе этого учения выведен сорт озимой пшеницы «Мироновская 264», затем ещё более зимостойкий и урожайный сорт «Мироновская 808»; сейчас передан в госкомиссию по сортоиспытанию ещё более урожайный сорт «Киевская 893», а на подходе в сельскохозяйственных посевах имеется ряд ещё лучших сортов.

В. Н. Ремесло являлся одним из подписантов «письма 24-х» в защиту Лысенко
Д.Вайнер считает, что скорее всего, высказывания Ремесло в пользу «мичуринской биологии» стоит расценивать как «покровительственную окраску».

## Основные работы
- Озимая пшеница Мироновская 264 и Мироновская 808. — М., 1964;
- Мироновские пшеницы. — М.: Колос, 1972, 1976 (совместно с Л. А. Животковым и др.);
- Селекция, семеноводство и сортовая агротехника пшеницы. — М.: Колос, 1977;
- О биологическом значении процессов постоянного обновления составных компонентов живых организмов. — К.: Наукова думка, 1979 (в соавт. с М. Ф. Гулым);
- Сортовая агротехника пшеницы. — К.: Урожай, 1981 (в соавт. с В. Ф. Сайко);
- Селекция и сортовая агротехника пшеницы интенсивного типа. — М., 1982 (в соавт. с Ф. М. Куперман и др.)